# Caso del orfanato de Jersey

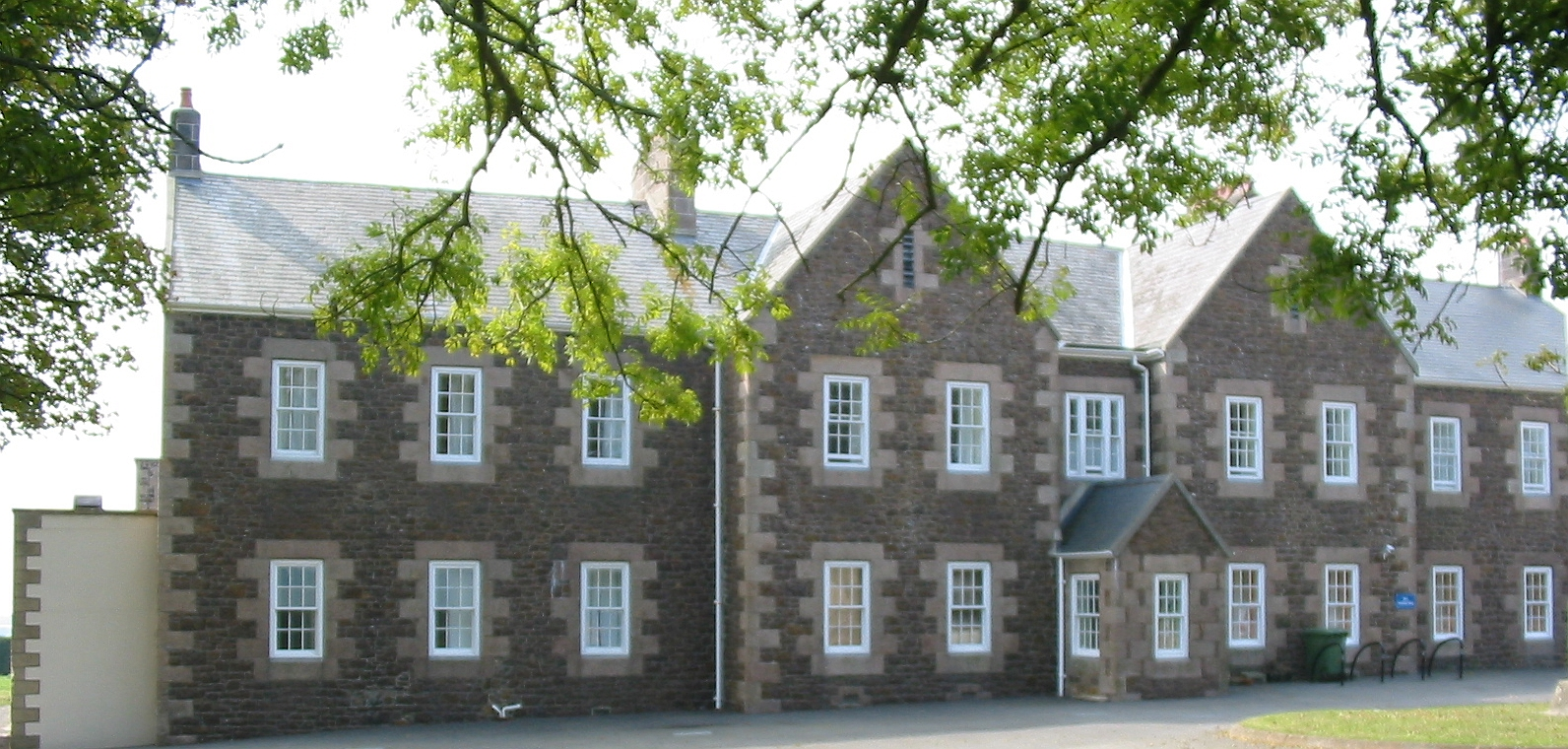
Haut de la Garenne.

El Caso del Orfanato de Jersey designa un escándalo mediático que estalló en 2008, sobre la alegación de la existencia de malos tratos, y de casos de pederastia sobre niños y adolescentes en el orfanato Haut de la Garenne, en la isla de Jersey durante los años sesenta hasta los ochenta. 

## El orfanato Haut de la Garenne

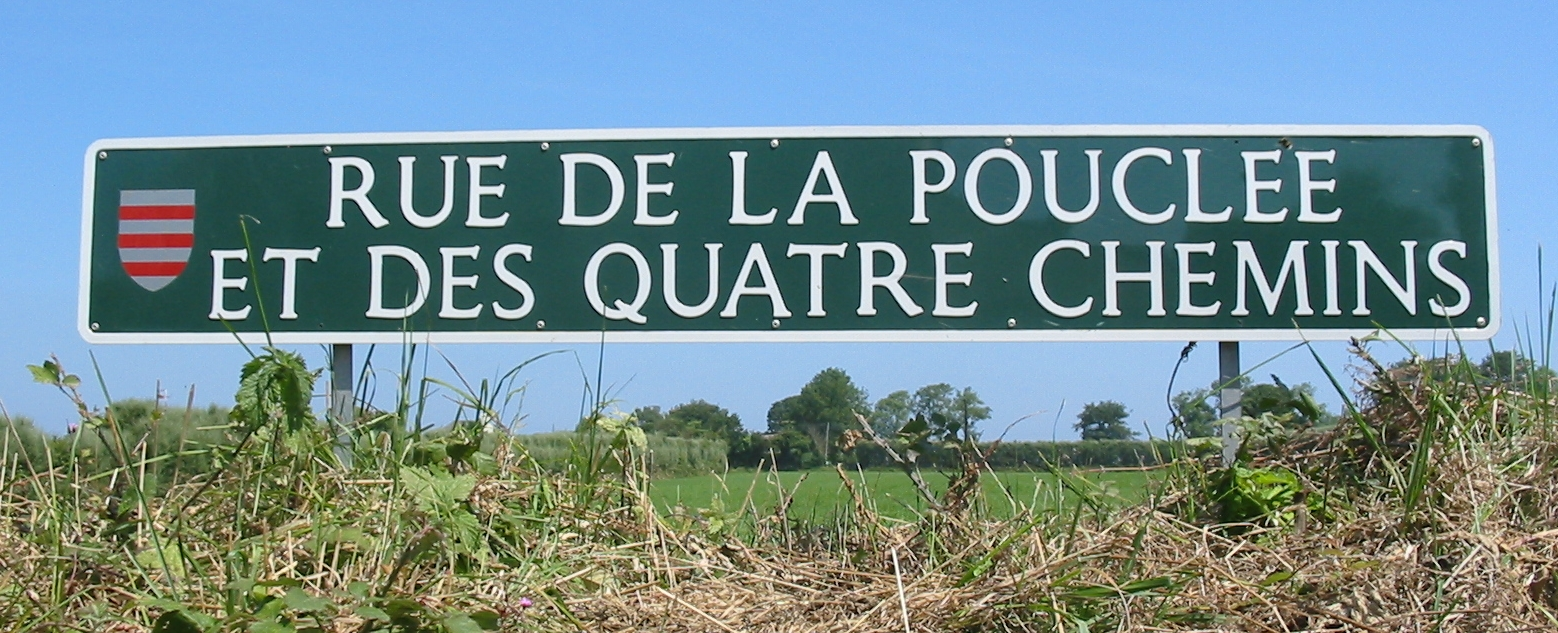
La calle donde se encuentra el antiguo orfanato.

Haut de la Garenne empezó a operar en 1867 como escuela industrial para ayudar a pequeños abandonados o de familias de pocos recursos. Fue convertido en orfanato durante el siglo XX y el orfanato cerró en 1986 para ser convertido en un albergue juvenil en 2004. Durante la investigación, el albergue está cerrado hasta marzo de 2009.

## El caso

### Denuncias
Más de 160 personas han denunciado que durante su estancia en el orfanato fueron torturados. En total, se cree que vivieron allí más de 1000 chicos hasta 1986. Los denunciantes aseguran que fueron drogados, golpeados y maltratados. En febrero de 2008, había 40 sospechosos.

### Especulaciones sobre restos humanos encontrados y un sótano oculto
En abril de 2008, los arqueólogos forenses que se encargan de las pesquisas declararon haber encontrado nuevos huesos y dientes de leche humanos así como un cráneo de niño a partir de la guía de perros sabuesos traslados desde Gran Bretaña. Se descubrió también una bodega amurallada, llena de piedras, arcilla y cascotes, que no figuraba en los planos originales del orfanato. Graham Power, responsable de la policía local, explicó que los antiguos residentes "se acuerdan de un cuarto en el sótano donde aseguran que sufrieron todo tipo de abusos". En abril de 2008, había 70 sospechosos.

### Los restos humanos resultan ser restos animales
En noviembre de 2008, los 170 "restos humanos" fueron combrobados ser huesos de animales, salvo tres, que correspondían a hombres muertos hace cientos de años; el cráneo que desencadenó las especulaciones era un trozo de cáscara de coco.

### Suspensión de policías

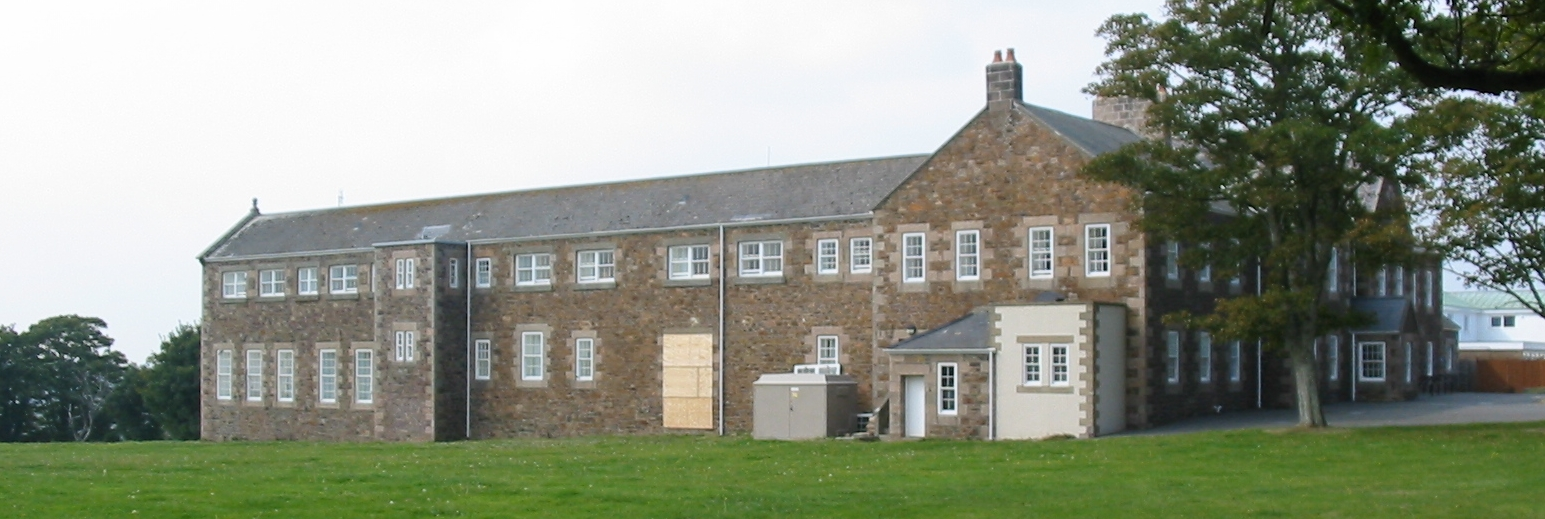

El Gobierno de Jersey ha suspendido al responsable de la policía de la isla, Graham Power, tras publicarse las conclusiones de los investigadores sobre el caso. El que inició las primeras investigaciones y antiguo jefe adjunto de la policía, Lenny Harper, ha sido muy criticado por el informe final. Su sucesor, David Warcup, le acusa de haber engañado al público sobre los hallazgos. El destituido jefe policial, sin embargo, se ha defendido: la policía, asegura, nunca dijo que había habido asesinatos, pese a que el caso se investigaba como un homicidio.